# Месье Венсан
«Месье Венсан» (фр. Monsieur Vincent) — фильм, историческая драма французского режиссёра Мориса Клоша. Посвящён жизни и деятельности католического священника Викентия де Поля, милосердие и просветительская деятельность которого позволили позже причислить его к лику святых. Среди прочих наград, кинолента была удостоена премии «Оскар» за Лучший фильм на иностранном языке по итогам 1948 года.

## Сюжет
Жизнеописание католического священника, который с 1610 по 1660 годы прошёл путь от пленника турецких пиратов, проданного в рабство, до первого советника царственных особ, от индивидуальных исканий способов борьбы с последствиями эпидемии чумы до создания монастырских сообществ дочерей милосердия и викентийцев.

## В ролях
- Пьер Френе — Викентий де Поль
- Аиме Кларионд — кардинал Ришельё
- Жан Дебюкур — Филипп-Эммануэль де Гонди, граф Жуаньи
- Лизе Деламар — Франсуаза Маргарита де Силли, графиня Жуаньи
- Жермен Дермо — Анна Австрийская

## Награды
- 1947 год — Венецианский кинофестиваль: Кубок Вольпи за лучшую мужскую роль (Пьер Френе); номинация фильма на премию Золотой лев;
- 1949 год — Премия BAFTA за Лучший фильм;
- 1949 год — премии «Оскар» за Лучший фильм на иностранном языке
- 1950 год — номинация на премию Золотой глобус

## Критика
Обозреватель американской газеты «National Catholic Register» считает, что «Месье Венсан» это красивый и вдохновляющий фильм, лучшей наградой которому будут служить его повторные просмотры. Картина включена в список 45 лучших, по мнению Ватикана, произведений кинематографа.